# James Tissot
James Joseph Jacques Tissot (ur. 15 października 1836 w Nantes, zm. 8 sierpnia 1902 w Buillon) – francuski malarz neoklasycystyczny. Studiował na École nationale supérieure des beaux-arts.

## Wybrane prace

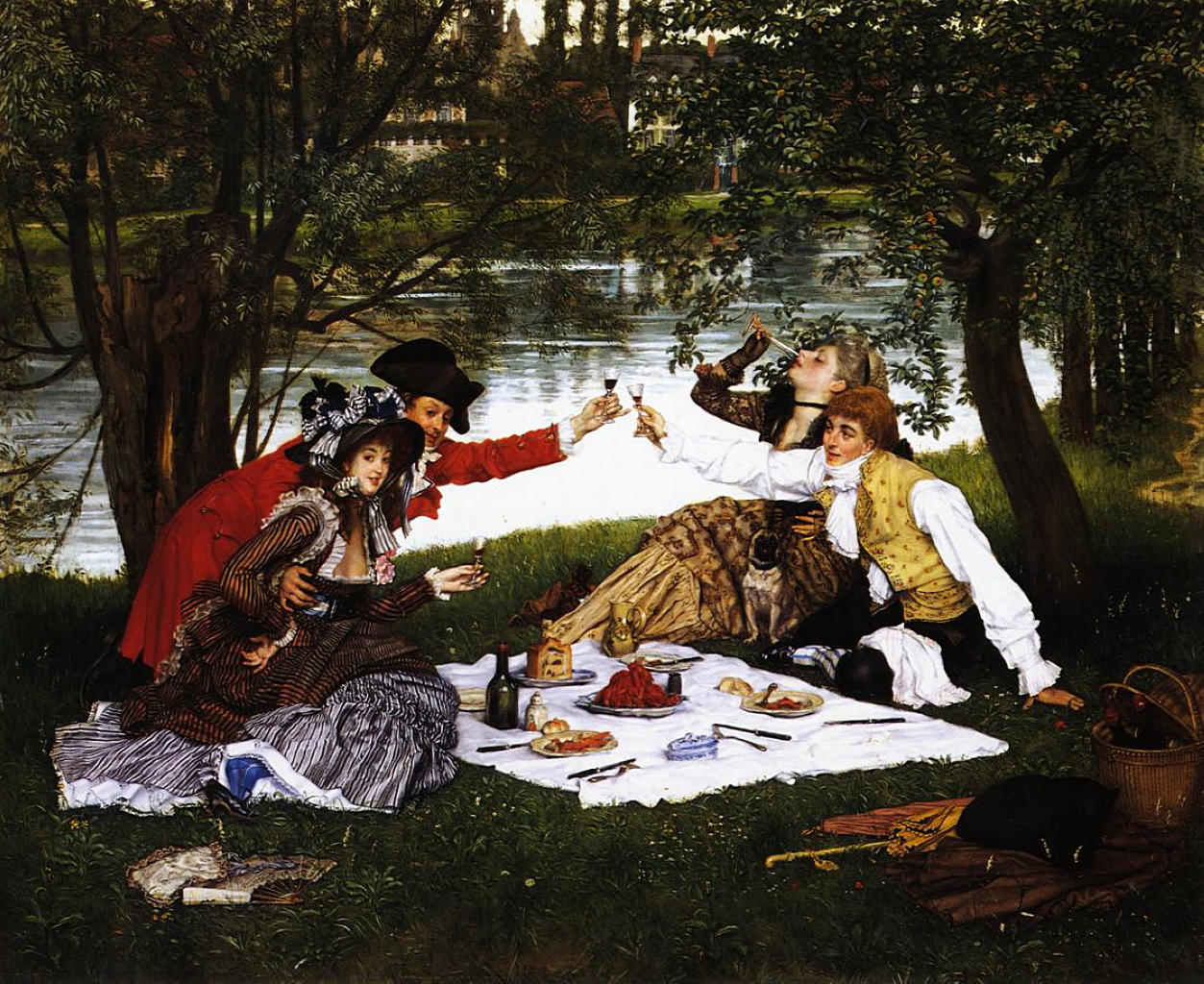
La Partie carrée (1870)
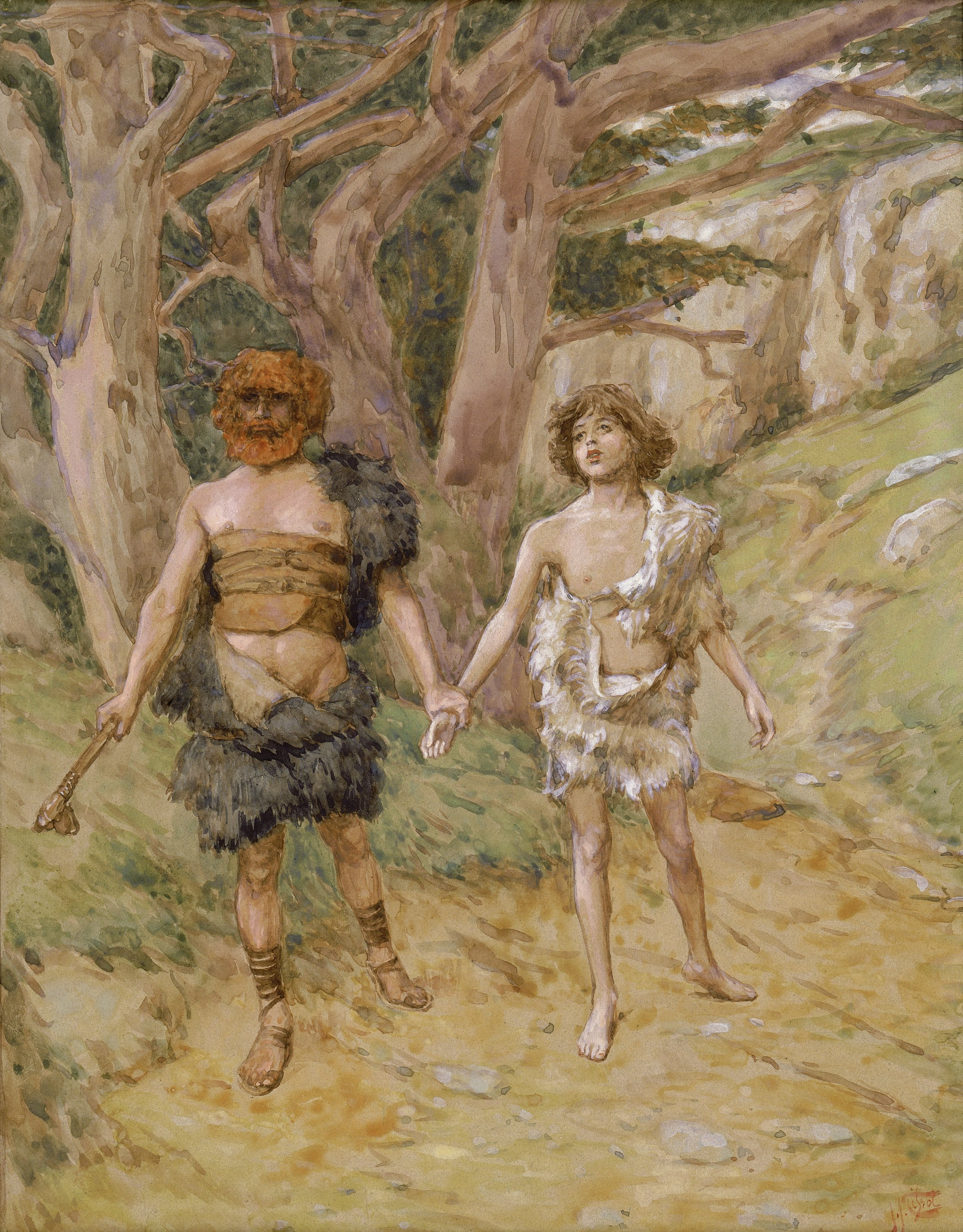
Kain prowadzący Abla na śmierć
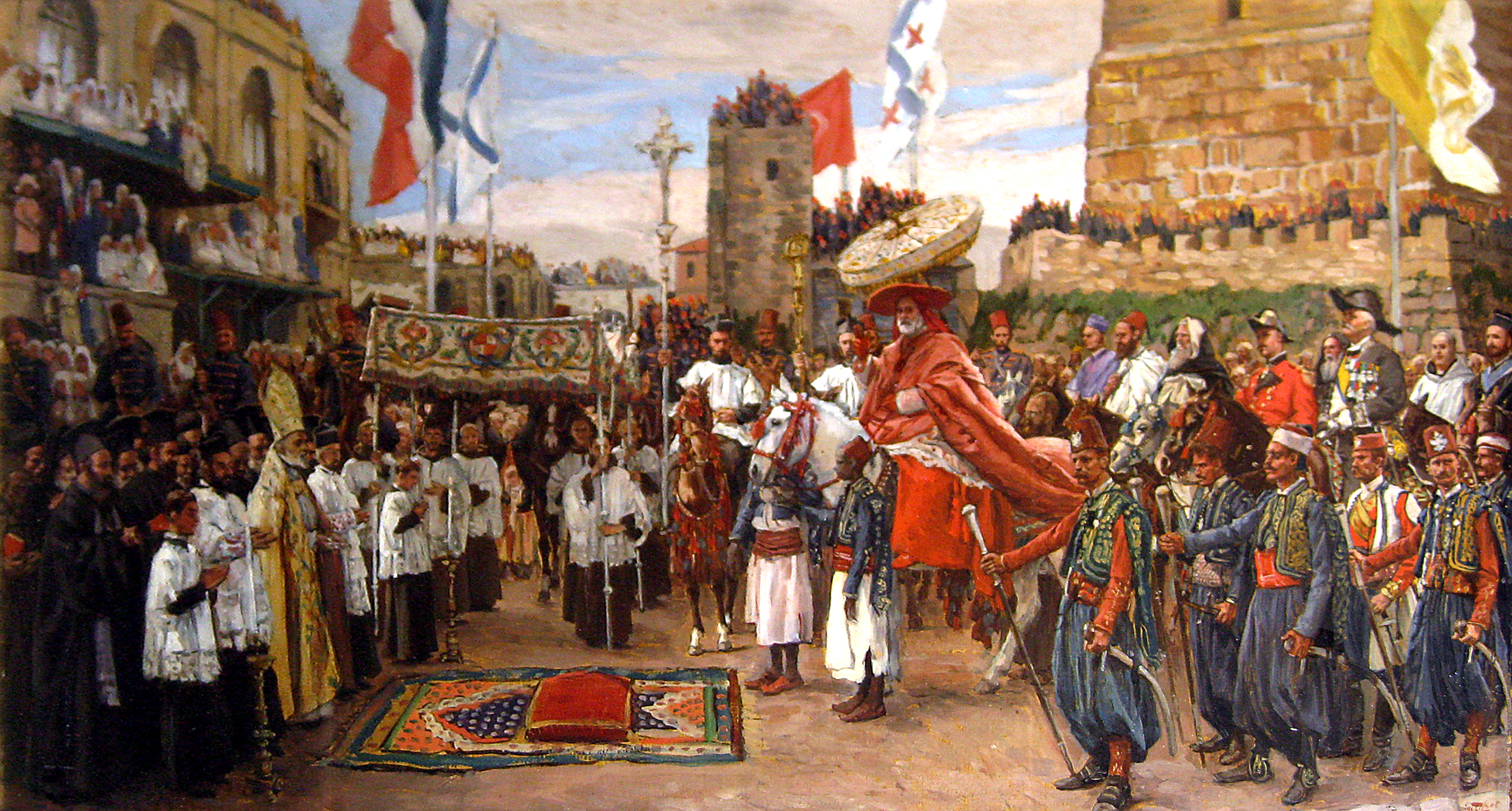
Patriarcha łaciński w Jerozolimie
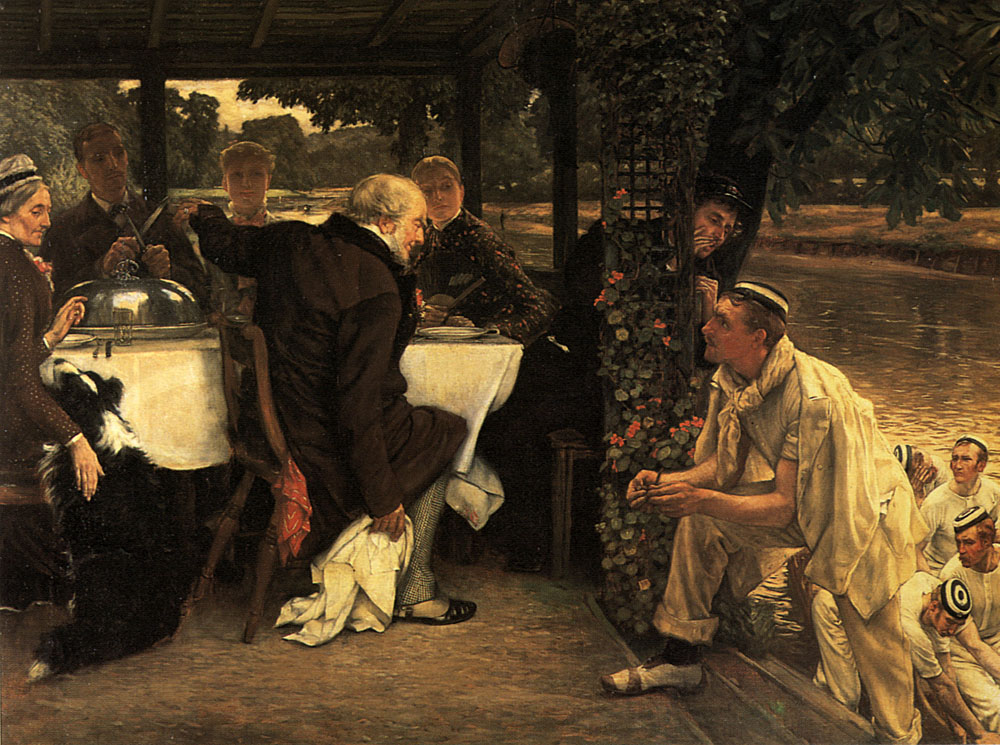
Powrót syna marnotrawnego w dobie współczesnej